# Liste von Söhnen und Töchtern der Stadt Évora
Die folgende Liste enthält in der portugiesischen Stadt Évora geborene Persönlichkeiten, chronologisch aufgelistet nach ihrem Geburtsjahr. Die Liste erhebt keinen Anspruch auf Vollständigkeit.

## Bis 1800

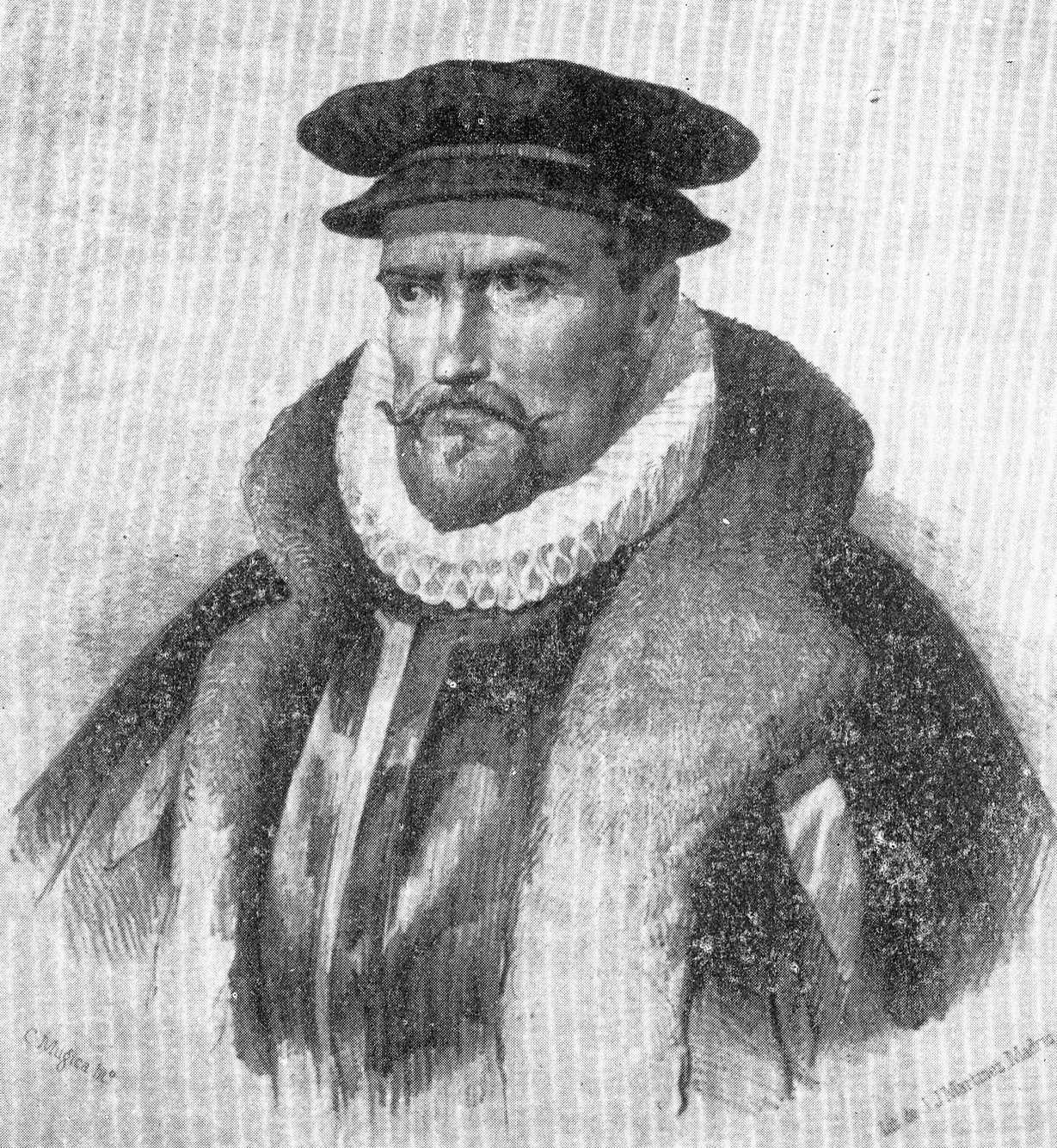
Der Entdecker Pedro Fernandes de Queirós (portugiesische Schreibweise)

- Miguel da Silva (1480–1556), Kardinal
- Martinho de Portugal (1485–1547), Erzbischof von Funchal
- Pero Fernandes Sardinha (1496–1556), erster Bischof in Brasilien
- Garcia de Resende (* um 1470; † 1536), portugiesischer Höfling, Chronist und Dichter
- André de Resende (* um 1500; † 1573), Dominikaner, Theologe, Autor und Archäologe
- Afonso de Portugal (1509–1540), Kardinal
- Cristóvão da Gama (1516–1542), Heerführer, Sohn des Vasco da Gama
- António Ribeiro Chiado (* um 1520; † 1591), geistlicher Dramatiker und Dichter der Renaissance
- Gaspar da Cruz (1520–1570), dominikanischer Missionar, Autor des ersten europäischen Buches über China
- Duarte Nunes de Leão (* um 1530; † 1608), Rechtsgelehrter und Historiker
- Vasco Pereira Lusitano (1535–1609), Maler in Sevilla
- Johann Manuel von Portugal (1537–1554), portugiesischer Prinz, Vater des Königs D. Sebastião
- Luis Mendez de Vasconcellos (1543–1623), 55. Großmeister des Malteserordens auf Malta
- Pedro Fernández de Quirós (1565–1614), Seefahrer und Entdecker vor allem im Pazifik
- Gaspar Fernandes (1566–1629), portugiesischer Komponist und Organist
- Pedro Nunes (1586–1637), Maler
- Estêvão Brioso de Figueiredo (1630–1689), Bischof in Olinda und in Funchal
- Sebastião de Andrade Pessanha (1676–1737), Erzbischof von Goa, 1717 Gouverneur von Portugiesisch-Indien
- José da Avé-Maria Leite da Costa e Silva (1727–1799), Bischof auf den Azoren
- Joaquim José Rodrigues de Brito (1753–1831), Ökonom, Hochschullehrer und Autor
- Agostinho José Freire (1780–1836), Militär und liberaler Politiker, mehrmaliger Minister

## 1801 bis 1950

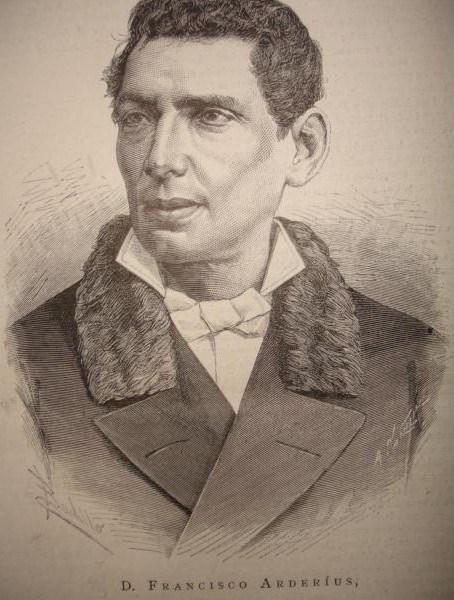
Francisco Arderius Bardán (um 1870)

- Francisco Arderius Bardán (1835–1886), spanischer Musiker, Schauspieler und Unternehmer
- Gabriel Pereira (1847–1911), Archäologe und Bibliothekar, 1888–1902 Direktor der Biblioteca Nacional
- Ernesto Vieira da Rocha (1872–1952), Militär, Politiker und Freimaurer, mehrmaliger Minister und dekorierter General des Portugiesischen Expeditionskorps im Ersten Weltkrieg
- José Eduardo de Calça e Pina da Câmara Manoel (1875–1940), Agraringenieur und Politiker
- Irene Isidro (1907–1993), Schauspielerin
- Joaquim Augusto Pereira do Carmo da Câmara Manoel (1907–1951), Autor, Journalist und Kommunalpolitiker
- Estrela da Liberdade Alves Faria (1910–1976), modernistische Malerin
- João Cruz (1915–1981), Fußballspieler (Sporting Lissabon)
- Perdigão Queiroga (1916–1980), Filmregisseur und -produzent
- José Augusto Alegria (1917–2004), Musikwissenschaftler und Autor
- Joaquim Rosa (* 1926), Schauspieler
- Fernanda Borsatti (* 1931), Schauspielerin
- José Cutileiro (1934–2020), portugiesischer Diplomat, Politiker, Gelehrter und Autor
- Joaquim Bravo (1935–1990), Maler
- Francisco Murteira Nabo (* 1939), Ökonom, Manager und Politiker
- Álvaro Lapa (1939–2006), Maler, Autor und Hochschullehrer
- Joaquim Manuel Nazareth (* 1942), Soziologe und Hochschullehrer
- António Livramento (1944–1999), Rollhockeyspieler und -trainer, gilt als bester Spieler aller Zeiten
- Manuel Gusmão (* 1945), Lyriker, Essayist, Übersetzer und Hochschullehrer
- António Palolo (1946–2000), Bildhauer und Maler
- Fernando Cavaterra (* 1949), Marinesoldat, galt jahrzehntelang als verschollen in Osttimor

## Ab 1951

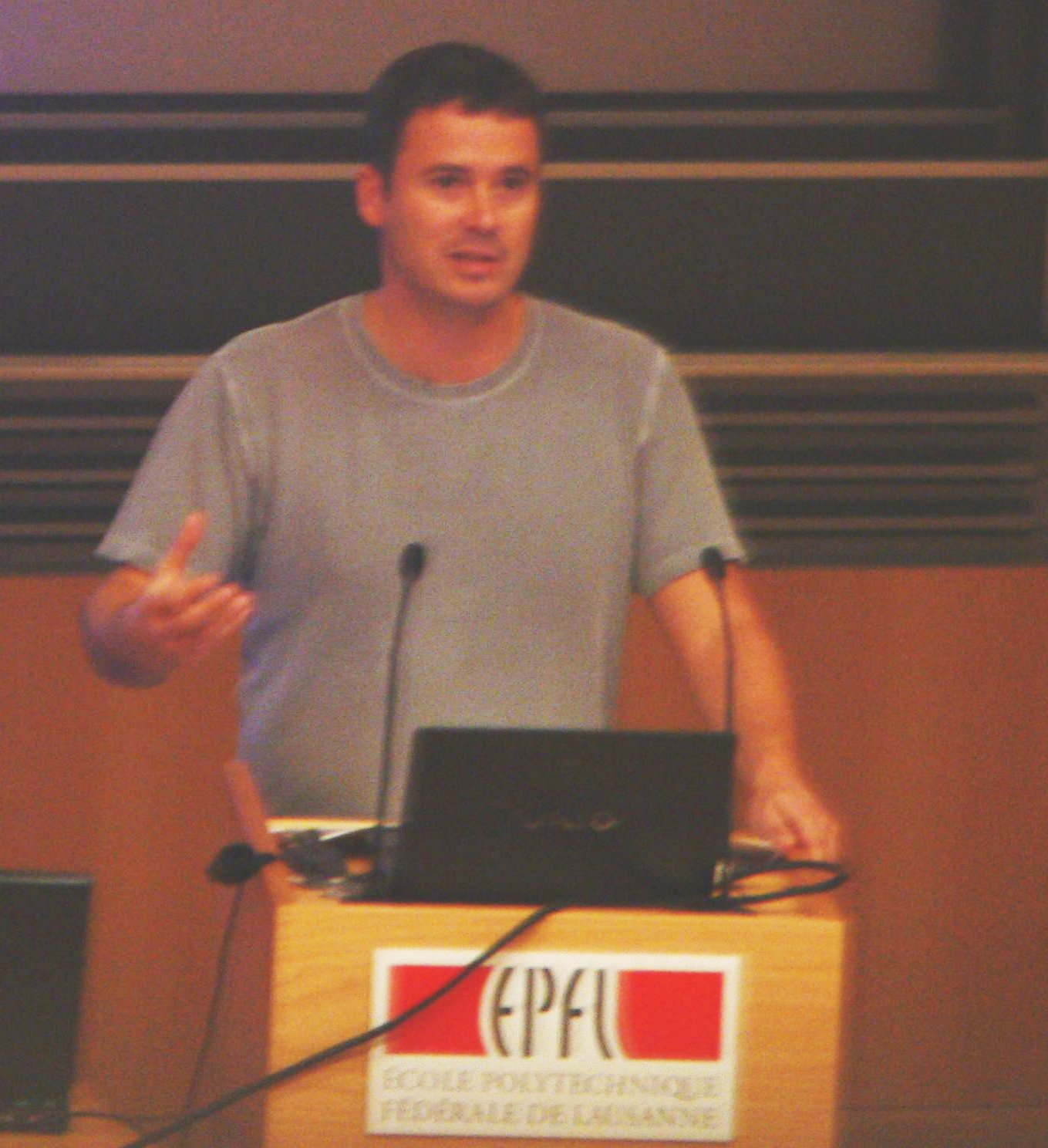
Der Physiker João Magueijo

- Luís Carmelo (* 1954), vielfältiger Schriftsteller und Blogger
- Glória Férias (* 1963), Schauspielerin
- João Magueijo (* 1967), Physiker
- Paulo Torres (* 1971), Fußballspieler und -trainer
- João Maria Ventura Trindade (* 1972), Architekt
- Ricardo Andorinho (* 1976), Handballspieler
- Ricardo Levi (* 1977), Pop-/Schlagersänger
- Edgar Martins (* 1977), Fotograf in Großbritannien
- Duarte (* 1980), Fado-Sänger
- Carla Matadinho (* 1982), Model
- Hugo Laurentino (* 1984), Handballtorwart
- Carolina Mendes (* 1987), Fußballspielerin
- José Neves (* 1995), Radrennfahrer
- Pedro Rebocho (* 1995), Fußballspieler